# Bisbat de Nacala
El bisbat de Nacala (en llatí: Dioecesis Nacalana) és una seu metropolitana de l'Església catòlica. El 2012 tenia 312.000 batejats sobre 2.591.000 habitants. L'arquebisbe actual és Germano Grachane, C.M.

## Territori
L'arxidiòcesi comprèn els districtes septentrionals de la província de Nampula a Moçambic. La seu arquebisbat es troba a la ciutat de Nacala, on s'hi troba la Catedral de Nossa Senhora da Boa Viagem. El territori se subdivideix en 24 parròquies.

## Història
La diòcesi fou erigida l'11 d'octubre de 1991 amb la butlla In Mozambicano del papa Joan Pau II, prenent part del territori de l'arquebisbat de Nampula.

## Cronologia dels bisbes
- Germano Grachane, C.M., des d'11 d'octubre de 1991

## Estadístiques
A finals del 2013, la diòcesi tenia 312.000 batejats sobre una població de 2.591.000 persones, equivalent al 12,0% del total.
| any  | població | població  | població | sacerdots | sacerdots       | sacerdots       | sacerdots             | diaques | religiosos | religiosos | parròquies |
| ---- | -------- | --------- | -------- | --------- | --------------- | --------------- | --------------------- | ------- | ---------- | ---------- | ---------- |
| any  | batejats | total     | %        | total     | clergat secular | clergat regular | batejats por sacerdot | diaques | homes      | dones      |            |
| 1999 | 258.662  | 2.077.562 | 12,5     | 28        | 5               | 23              | 9.237                 |         | 27         | 65         | 22         |
| 2000 | 268.175  | 2.077.562 | 12,9     | 28        | 6               | 22              | 9.577                 |         | 27         | 62         | 22         |
| 2001 | 268.175  | 2.077.562 | 12,9     | 28        | 6               | 22              | 9.577                 |         | 27         | 63         | 22         |
| 2002 | 270.000  | 2.080.000 | 13,0     | 36        | 5               | 31              | 7.500                 |         | 37         | 65         | 22         |
| 2003 | 271.000  | 2.100.000 | 12,9     | 36        | 7               | 29              | 7.527                 |         | 34         | 64         | 22         |
| 2004 | 276.000  | 2.100.000 | 13,1     | 34        | 7               | 27              | 8.117                 |         | 38         | 53         | 22         |
| 2013 | 312.000  | 2.591.000 | 12,0     | 43        | 19              | 24              | 7.255                 |         | 36         | 60         | 24         |